# José María Pellicer y Pagés
Joseph Maria Pellicer de Dou y Pagés (Barcelona, 1843-Mataró, 1903) fue un historiador, profesor, arqueólogo, escritor y traductor español.

## Biografía
Nació el 8 de diciembre de 1843 en Barcelona. En 1844 su familia se instaló en Ripoll, de donde era originaria, y allí cursó estudios de primera enseñanza, música y gramática latina. Pasó cuatro años en La Habana. En 1866 obtuvo el título de bachiller en Filosofía y Letras en la Universidad de Barcelona y en 1867 marchó a Ripoll a estudiar la portalada del monasterio de la localidad. Ingresó en el colegio Valldemia de Mataró y enseñó varias asignaturas del bachillerato e italiano. Su primera poesía publicada habría sido la égloga «L'unich consol de la vida», que apareció en El Eco de la Montaña de Vic. En 1872, abolido el grado de bachiller en Filosofía y Letras, obtuvo en Barcelona el de licenciado.
En 1881 fundó El Ripolls, primera revista periódica impresa publicada en la comarca. Ese mismo año se instaló en Mataró y pasó a dar clases en el colegio Valldemia, donde fue redactor del Boletín de la institución. En 1883 marchó a examinarse de las asignaturas de la Escuela Superior de Diplomática a Madrid, donde entabló amistad con Cánovas del Castillo. En 1884 inició en el Semanario de Mataró una serie de artículos históricos. En 1886 leyó un discurso sobre la restauración del monasterio de Ripoll en la Academia de Bellas Artes de Barcelona. La traducción al catalán de este fue publicada en La Veu de Montserrat bajo el título de «Discurs sobre l'excel·lencia del Santuari de Santa Maria de Ripoll i de l'objecte de son pròxima mil·lenari». En 1887 publicó la obra Estudios histórico-arqueológicos sobre Iluro, antigua ciudad de la España tarraconense, región Layetana. También escribió Reales privilegios de Mataró y Santa María del Monasterio de Ripoll. En 1890 publicó Vida de José Benito Marcelino Champagnat, traducción del francés.
En 1892 publicó Historia de una madre, también traducida del francés, además de acabar el Llibre d'or de la familia, manuscrito en el que invirtió muchos años y que quedó en poder de uno de sus herederos. El 9 de agosto de 1893 el Ayuntamiento de Ripoll le nombró cronista de la villa. Fue nombrado presidente del Jurado en el XXII certamen de la Asociación Literaria de Gerona, donde pronunció el discurso que fue publicado bajo el título «Influjo civilizador de los Cenobios medioevales en el Noreste de España» (1894).
En 1896 publicó La crema de Ripoll y en 1899 la memoria Noticias de las aguas potable de superior calidad, en la finca particular conocida por la Verneda, entre Montmeló y Montornés y del proyecto de verdadera utilidad pública para abastecer con las mismas a Barcelona y pueblos agregados. El Centre Excursionista de Catalunya le encargó el estudio del yacimiento arqueológico de Ocata, donde dirigió las excavaciones hasta la muerte del propietario de los terrenos, un tal Mr. Morrison. Tradujo el poema Hero y Leandre. El 5 de septiembre de 1901 falleció su esposa en Mataró y en 1902 publicó un libro en recuerdo de su esta. También publicó Mataró. Synthesis historial d’aquesta ciutat en relació ab sa major gloria las Santas patronas y patricias Juliana y Symphroniana, Verges y Martres. A lo largo de su vida colaboró con publicaciones periódicas como La Renaixensa, Revista histórica latina, Boletín Arqueológico, Revista de Bellas Artes, L’Escut de Catalunya, Revista de Gerona, Semanario de Mataró, Diario de Mataró y la Comarca y La Costa de Llevant. Falleció el 26 de mayo de 1903 en Mataró.